# شهرستان بوستندیک
شهرستان بوستندیک (به قزاقی: Bostandyq District) یک منطقهٔ مسکونی در قزاقستان است که در آلماتی واقع شده‌است. شهرستان بوستندیک ۳۴۳٬۵۴۱ نفر جمعیت دارد.